# 猿田佐世
猿田 佐世（さるた さよ、女性、1977年2月28日 - ）は、日本の弁護士。憲法行脚の会事務局長、新外交イニシアティブ代表。

## 経歴
愛知県東郷町出身。愛知教育大学附属名古屋中学校、愛知県立千種高等学校卒業。1999年3月、早稲田大学法学部を卒業。在学中から国際人権団体アムネスティ・インターナショナルで活動していた。1999年に司法試験合格ののち司法修習第55期を経て第二東京弁護士会に属し、2009年に米国ニューヨーク州で弁護士登録。2008年にコロンビア大学コロンビア・ロー・スクール法学修士号、2012年にアメリカン大学国際関係学部で国際政治・国際紛争解決学修士号をそれぞれ修得。
刑務官の暴行により受刑者が死亡したとされる2001年の名古屋刑務所事件、退職教員が卒業式を妨害した2004年の板橋高校事件、それぞれの弁護団に加わる。多くのNGOに参加し、2013年8月からシンクタンク「新外交イニシアティブ」の事務局長を務め、アフガニスタン国際戦犯民衆法廷、イラク国際戦犯民衆法廷などの民衆法廷に参加する。

## 人物
- 日本国憲法の改正に反対で、2007年5月に公布された日本国憲法の改正手続に関する法律（国民投票法）の成立前から反対する活動をした。
- 米国の2016年度の国防予算を決める国防権限法案の審議中、普天間飛行場の移設先として「辺野古が唯一の選択肢である」とする条項の削除を求めて米議会でロビー活動を展開した。上下両院の意見は分かれたが条項なしで法案は通過した[5]。

## 著書

### 単著
- 『夢がもてない――日本における社会的養護下の子どもたち』（ヒューマン・ライツ・ウォッチ報告書、2014年）
- 『新しい日米外交を切り拓く――沖縄・安保・原発・TPP、多様な声をワシントンへ』（集英社クリエイティブ、2016年）
- 『自発的対米従属――知られざる「ワシントン拡声器」』（角川新書、2017年）

### 共著
- （大谷美紀子・山下幸夫）『国際人権法実践ハンドブック』（現代人文社、2007年）
- （新外交イニシアティブ編、柳澤協二・屋良朝博・半田滋・マイク・モチヅキ）『虚像の抑止力――沖縄・東京・ワシントン発 安全保障政策の新機軸』（旬報社、2014年）
- （鈴木達治郎）『アメリカは日本の原子力政策をどうみているか』（岩波ブックレット、2016年）
- （白井聡・金平茂紀）『白金猿』（かもがわ出版、2018年）
- （金子勝・大沢真理・山口二郎・遠藤誠治・本田由紀）『日本のオルタナティブ――壊れた社会を再生させる１８の提言』（岩波書店、2020年）
- （白井聡・金平茂紀）『白金猿II』（かもがわ出版、2021年）
- （新外交イニシアティブ企画）『米中の狭間を生き抜く――対米従属に縛られないフィリピンの安全保障とは』（かもがわ出版、2021年）
- （新垣毅・岡田元治・木村朗（監修）・木村三浩・進藤榮一・末浪靖司・鳩山友紀夫・松竹伸幸・望月衣塑子・吉田敏治・与那覇恵子）『終わらない占領との決別――目を醒ませ日本』（かもがわ出版、2022年）
- （前泊博盛（監修）、新外交イニシアティブ編）『世界のなかの日米地位協定』 (田畑ブックレット、田畑書店、2023年)

## 出演

### テレビ番組
- 『世界おもしろ法律旅行パイロット版』（NHK）
- 『朝まで生テレビ!』（テレビ朝日）
- 『羽鳥慎一のモーニングショー』（テレビ朝日）

### ウェブ番組
- 『デモクラシータイムス』（YouTube）
- 『ポリタスTV』（YouTube）
- 『エアレボリューション』（ニコニコ生放送）
- 『UIチャンネル 東アジア共同体研究所』（YouTube）